# La Ola que quería ser Chau
La Ola Que Quería Ser Chau fue un grupo musical originario de Buenos Aires, Argentina, formado en el año 2008. Su estilo está muy influenciado por el indie pop, la música alternativa, Lo fi y noise En sus letras hablaban generalmente de temas diversos sobre el absurdo, el amor, el sarcasmo, el humor y la amistad.
La banda editó múltiples grabaciones caseras, antes de editar dos trabajos discográficos independientes de larga duración; que les valdrían gran reconocimiento en la escena underground bonaerense.
En 2016, el cantante, guitarrista y líder de la banda, José Miguel del Pópolo, fue acusado de abuso sexual agravado. Después de esto, sus demás integrantes anunciaron la separación de la banda y apoyo a la víctimas.

## Historia

### Origen del nombre
El nombre de la banda, surgió por parte de José Miguel Del Pópolo, inspirado en una idea conceptual de un cuento que este último escribió cuando tenía 18 años.

«El cuento narraba la historia de una ola de mar que anhelaba cumplir su ciclo vital pero que por algún motivo se había quedado trabada en el momento de la subida, en la cresta, justo el instante en el que se la reconoce como "ola". Su idea era también romper, bajar, deshacerse, alcanzar el orgasmo de su existencia, pero no podía, seguía siendo un montón de energía "en pausa" suspendida en un instante “cliché” y demasiado reconocible, en el "mirá una ola"».
José Miguel del Pópolo.

### Primeros años
Entre los años 2010 y 2011, la agrupación editó cuatro EP consecutivos: «Entre un ladrón y una beba de seis meses», el doble «Películas caseras»; «Ojalá que este verano no nos maten» y «Ey bonita, gustan de vos todos mis amigos».
En 2012, editaron su primer trabajo discográfico, al que titularon «La fuerza del cariño»; material que cuenta con sonido más eléctrico que sus otras producciones y lleva doce tracks. La portada del disco, contiene una imagen del guitarrista y vocalista de Nirvana, el fallecido Kurt Cobain de niño.
Tras tres años y un centenar de presentaciones en vivo en el circuito underground de Buenos Aires; la agrupación edita su segunda placa en 2016, bajo el título de «La peste rosa»; material de cuenta con doce canciones y que fueron grabadas entre 2014 y 2015.  El álbum cuenta con la participación María Fernanda Aldana, bajista y cantante de El Otro Yo en la canción «Aunque me tires del pelo» y Mr. Mön del grupo Nerdkids en la canción «Contraseñas».

### Escándalo y separación
En abril de 2016, su vocalista, José Miguel del Pópolo fue acusado de abuso sexual por una joven llamada Mailén Frías, quien había sido novia del artista y subió un video al sitio Youtube, en el que narra lo que sucedió luego de un concierto de La Ola que quería ser Chau. Tras esto, Rocío Márques -quien había sido bajista de La Ola que quería ser Chau y también novia del Del Pópolo- subió un video al mismo sitio web, en el que relataba que el artista la había maltratado durante su relación.
En pocos días, tras estos hechos, comenzaron a aparecer denuncias de diferentes víctimas de abuso sexual; y empezó una cadena de repudio a otros artistas vinculados al rock local.
Tras esto, Del Pópolo fue escrachado en las redes sociales por presunto abuso sexual y violencia de género. Los perfiles de sus cuentas de Facebook, Twitter y otras redes sociales con el nombre del grupo desaparecieron y dos miembros del grupo se alejaron manifestando su apoyo a las víctimas. El 13 de enero de 2017, Del Pópolo realizó un descargo por medio de la página de Facebook de la banda, en el que cuenta lo ocurrido, los motivos de su silencio y asegura la continuidad del grupo y de sus otros proyectos musicales.
El 12 de noviembre de 2024 Del Pópolo fue condenado a 27 años de prisión por ser hallado penalmente responsable de abuso sexual con acceso carnal de 3 mujeres.

## Miembros

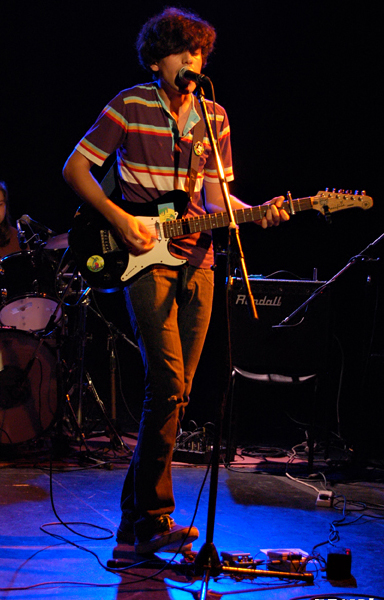
José Miguel del Pópolo en vivo.

### Última formación
- José Miguel del Pópolo (Guitarra y voz) (2008/presente)
- Feche Juárez (Batería) (2011/presente)
- Joaquín Cañardo (Guitarra y coros) (2013/presente)
- Fancy Rose (Bajo y coros) (2016/presente)

### Integrantes anteriores
- Nico Bandido (Bajo y coros) (2008/2009) (Guitarra) (2009/2010)
- Lorelei (Batería) (2008/2010)
- Rocío Márques (Bajo y voz) (2009/2013)
- Ramón Roa Raffo (Batería) (2011)
- Santiago Nerone (Guitarra) (2011/2012) (Bajo y coros) (2012/2015)
- Diego Litwiller (Guitarra) (2012)
- Matías 'Pajarito' Frontera ('Teclado' & Performance) (2013)
- Hellboy Bocadifuoco(Coros) (2013/2015)
- Francisco 'Fradi' Dos Campos (Bajo y coros) (2015/2016)
- Giuliana Bonello (Coros) (2015/2016)

## Discografía

### Álbumes de estudio
- 2012: La fuerza del cariño[7]
- 2016: La peste rosa[1]
- 2025: La plata apesta

### EP
- 2010: Entre un ladrón y una beba de seis meses
- 2010: Ey bonita, gustan de vos todos mis amigos
- 2011: Películas caseras (Lado A y Lado B)
- 2011: Ojalá que este verano no nos maten
- 2014: Más copado (Simple)[11]

### En vivo
- 2015: Sonamos!
- 2015: XMF (En vivo en 'Camarón Brujo Estudio)'